# Giải bóng đá vô địch quốc gia Quần đảo Cook 1993
Giải bóng đá vô địch quốc gia Quần đảo Cook 1993 là mùa giải thứ 20 được ghi nhận của giải đấu bóng đá cao nhất ở Quần đảo Cook, với việc không rõ kết quả ở các mùa giải từ 1951 đến 1969, mùa giải 1986 và cả 1988–1990. Tupapa Maraerenga giành chức vô địch thứ 2 được ghi nhận và lần thứ 2 liên tiếp, mặc dù một số nguồn cho rằng chức vô địch thuộc về Avatiu, đội đã có 3 chức vô địch.